# Houcine El Manouzi
 (novembre 2018).
Houcine El Manouzi était un militant syndicaliste marocain et membre de l'Union Nationale des Forces Populaires au Maroc. Il était aussi un mécanicien d'avions avant sa disparition en 1972.

## Disparition
Houcine El Manouzi disparaît le 29 octobre 1972, enlevé à l'aéroport de Tunis alors qu'il se rend au Maroc.
Un avis de recherche est publié par les autorités marocaines en 1975, à la suite de sa tentative d'évasion de la prison secrète de Témara nommée "PF3 à Rabat,.